# دبلیوای‌اس‌پی-۵
دبلیوای‌اس‌پی-۵ یک ستاره است که در صورت فلکی سیمرغ قرار دارد.